# François Neuville
François Neuville (Mons-Crotteux, provincia de Lieja, 20 de noviembre de 1912 - Dadizele, Moorslede, 12 de abril de 1986) fue un ciclista belga que fue profesional entre 1935 y 1949. Durante su carrera deportiva consiguió 40 victorias, muchas de ellas en pista.
En carretera destacan los triunfos a la Vuelta en Bélgica de 1938, así como una victoria al Tour de Francia del mismo año.

## Palmarés
- 1938
  - 1º en la Vuelta en Bélgica y vencedor de una etapa
  - 1º en Hollogne-aux-Pierres
  - Vencedor de una etapa en el Tour de Francia
- 1939
  - Campeón de VC Jameppe
- 1941
  - 1º en Grivegnée
  - 1º en Marchienne
  - 1º en Antheit
  - 1º en Lieja
- 1942
  - 1º en el Circuito de Francia y vencedor de una etapa
  - 1º en Haccourt
  - 1º en Antheit
  - 1º en Wanzin
  - 1º en Ivoz-Ramet
  - 1º en Stockay
- 1943
  - Campeón provincial de clubes
  - 1º en Antheit
- 1944
  - 1º en Verviers
- 1946
  - 1º en el Gran Premio de la Basse-Sambre
- 1947
  - Campeón provincial de clubes
  - 1º en Oekene
  - 1º en el Critérium de Namur

### Resultado al Tour de Francia
- 1935. Abandona (9ª etapa)
- 1936. 19º de la clasificación general
- 1938. 17º de la clasificación general y vencedor de una etapa
- 1935. 27º de la clasificación general